# Musicodamon atlanteus
Genre
Espèce
Musicodamon atlanteus, unique représentant du genre Musicodamon, est une espèce d'amblypyges de la famille des Phrynichidae.

## Distribution
Cette espèce se rencontre dans le massif de l'Atlas au Maroc et en Algérie.

## Description
Musicodamon atlanteus possède un appareil stridulent.

## Publication originale
- Fage, 1939 : Sur une phryne de Sud Marocain pourvue d'un appareil stridulent Musicodamon atlanteus, n. gen., nov. sp. Bulletin de la Société zoologique de France, vol. 64, p. 100–114.